# Kecamatan Lebong Utara
Kecamatan Lebong Utara är ett distrikt i Indonesien.   Det ligger i provinsen Bengkulu, i den västra delen av landet, 600 km nordväst om huvudstaden Jakarta.